# Hörsel- och talrubbningar
Hörsel- och talrubbningar är en medicinsk specialitet med ställning som grenspecialitet till ÖNH. Den omfattar audiologi, dvs hörselrubbningar, och foniatri, dvs röst- tal- och sväljstörningar. I många länder är dessa en egen specialitet under benämningen kommunikationsstörningar (communication disorders). Utanför universitetssjukhuslandstingen svarar öron-, näs- och halsspecialiteten (ÖNH) för de audiologiska och foniatriska verksamheterna.